# Bahodirjon Sultonov
Bahodirjon Maribjon o‘g‘li Sultonov (ur. 15 stycznia 1985 w Andiżanie) – uzbecki amatorski bokser, medalista igrzysk olimpijskich i azjatyckich, a także mistrzostw świata i Azji. 

## Sportowa kariera
W 2001 roku w Baku został mistrzem świata kadetów w wadze muszej (51 kg). W lipcu 2003 roku 18-letni Sultonov zdobył brązowy medal mistrzostw świata seniorów w Bangkoku (porażka w półfinale na punkty z Giennadijem Kowalowem), a trzy miesiące później złoty medal igrzysk Azji Centralnej w Duszanbe w wadze koguciej (54 kg).
W 2004 roku na Filipinach został mistrzem Azji, dzięki czemu uzyskał kwalifikację olimpijską. Podczas igrzysk w Atenach zdobył brązowy medal, gdy po pokonaniu Andrzeja Liczika i Andrew Koonera uległ w półfinale turnieju wagi koguciej obrońcy tytułu, Guillermo Rigondeaux (13:27).    
Kolejnej porażki z utytułowanym Kubańczykiem Sultonov doznał rok później w ćwierćfinale mistrzostw świata w Chinach (RSCO). Wkrótce potem zdecydował się przejść do wyższej kategorii − piórkowej (57 kg). 
W nowej wadze w grudniu 2006 roku zdobył złoty medal igrzysk azjatyckich, pokonując w finale reprezentanta Mongolii, Zorigtbaatara (37:15). Następny rok był jednak dla Uzbeka nieudany − najpierw został wyeliminowany z mistrzostw Azji już w pierwszej walce, a na mistrzostwach świata przegrał w 1/8 z czempionem Europy, Albiertem Sielimowem.
W lutym 2008 roku wygrał turniej kwalifikacyjny w Bangkoku i w sierpniu w Pekinie po raz drugi wystartował w igrzyskach olimpijskich. Tym razem nie zdobył jednak medalu. Choć w 1/16 finału pokonał Hindusa Anthresha Lalita Lakrę (9:5), w następnej walce zdecydowanie uległ późniejszemu mistrzowi Wasylowi Łomaczence (1:13).
W 2009 roku w Mediolanie po raz czwarty z rzędu wystąpił na mistrzostwach świata. Powtórzył sukces sprzed 6 lat, zdobywając brązowy medal (w półfinale przegrał z Siergiejem Wodopjanowem).   
Od 2010 roku, po zlikwidowaniu wagi piórkowej, walczy w kategorii lekkiej (do 60 kg).